# Ischyropsalis hispanica
Espèce
Ischyropsalis hispanica est une espèce d'opilions dyspnois de la famille des Ischyropsalididae.

## Distribution
Cette espèce se rencontre en Espagne en Galice et aux Asturies et au Portugal au Nord.

## Description
Le mâle holotype mesure 7,5 mm et la femelle paratype 4,5 mm.

## Systématique et taxinomie
Cette espèce a été décrite par Roewer en 1953. Elle est placée en synonymie avec Ischyropsalis nodifera par Martens en 1969. Elle est relevée de synonymie par Prieto en 1990.

## Étymologie
Son nom d'espèce lui a été donné en référence au lieu de sa découverte, l'Hispanie.

## Publication originale
- Roewer, 1953 : « Mediterrane Opiliones Palpatores. » Abhandlungen vom Naturwissenschaftlichen Verein zu Bremen, vol. 33, no 2, p. 201–210.